# Сары-Дёбё
Сары-Дёбё (кирг. Сары-Дөбө Сухой хребет) — село в Тюпском районе Иссык-Кульской области Киргизии. Входит в состав Аралского аильного округа. Код СОАТЕ — 41702 225 810 05 0.

## Население
По данным переписи 2022 года, в селе проживало 2 009 человек.